# Declan Hill
Declan Hill – kanadyjski dziennikarz, aktor, naukowiec i konsultant. Jeden z czołowych ekspertów w zakresie korupcji i ustawiania meczów w międzynarodowych rozgrywkach sportowych. W 2008 roku uzyskał doktorat z socjologii na Uniwersytecie w Oksfordzie. Jego książka "The Fix: Organized Crime and Soccer", wydana w piętnastu językach, wskazała na nowe zagrożenia dla międzynarodowego sportu związane z globalizacją rynku hazardu, w tym ewentualnego handlu meczami na najwyższym poziomie zawodowej piłki nożnej. Badał też m.in. udział rosyjskiej mafii w organizacji imprez sportowych.

## Wczesne lata
Absolwent Państwowej Wyższej Szkoły Teatralnej w Kanadzie, Trinity College w Toronto i Uniwersytetu w Oxfordzie. Początkowo był aktorem w kanadyjskich teatrach, a następnie w Indiach. Potem zajął się dziennikarstwem, specjalizując się w dziennikarstwem śledczym. Przed publikacją "The Fix" Hill ukończył serię reportaży dokumentalnych o powszechnych zabójstwach filipińskich dziennikarzy, zabójstwie szefa kanadyjskiej mafii, krwawych waśniach w Kosowie, czystkach etnicznych w Iraku, religiach pogańskich w Boliwii i honorowych zabójstwach w Turcji. Prowadził wykłady dla takich instytucji jak Międzynarodowy Komitet Olimpijski (MKOl), Rada Europy, Holenderski Związek Piłki Nożnej (KNVB) oraz Australian and New Zealand Sports Lawyers Association. W 2007 roku był laureatem nagrody Kanadyjskiego Stowarzyszenia Dziennikarzy za najlepszy radiowy dokument śledczy oraz w 2003 roku laureatem nagrody Amnesty International Canada w kategorii Media. W 2009 roku Hill zdobył nagrodę Play the Game jako "osoba, która najlepiej umacnia podstawowe wartości etyczne w sporcie."